# Funiculaire de Lavra
Avec plus de 125 ans d'existence, le funiculaire de Lavra (en portugais : Ascensor do Lavra) est le plus ancien funiculaire de la capitale lisboète et relie la rua Câmara Pestana avec la largo da Anunciada sur un parcours total de 188 mètres et une pente moyenne de 22,9 %. 

## Histoire
Le funiculaire a été conçu par l'ingénieur franco-portugais Raoul Mesnier du Ponsard (également à l'origine des funiculaires de Glória, de Bica et de l'ascenseur de Santa Justa) et fut inauguré le 19 avril 1884.
L'appareil disposait initialement d'un fonctionnement à contrepoids d'eau (remplissage d'un réservoir de la cabine amont, puis vidage en station aval), mais fut rapidement motorisé avec une, puis deux machines à vapeur fixes. Il a été électrifié et modernisé en 1915, alimenté par la centrale de Santos créée pour le réseau électrique des tramways « electricos ».
Le funiculaire est la propriété de la Companhia Carris de Ferro de Lisboa depuis 1926 et a été classé monument historique du Portugal en février 2002.

## Caractéristiques
Les deux voitures, identiques, sont composées de deux postes de commande, d'un espace passagers qui accueille jusqu'à 42 personnes et dispose de deux banquettes, dos à la fenêtre. La caisse, horizontale, est montée sur un châssis qui suit la pente. Le câble n'est pas motorisé ; le funiculaire fonctionne en va-et-vient par le biais des moteurs qui sont directement situés sur les voitures. 
Autre particularité : le funiculaire est implanté sur une voie publique empruntée par les piétons et vélos. L'appareil est donc équipé de rails à gorge de type Broca encastrés au niveau de la chaussée (à l'image de ce que l'on retrouve sur certaines voies de tram). Le câble tracteur circule pour sa part dans un conduit souterrain, sous un rail double ouvert qui prend place entre les deux rails classiques.